# Seilschifffahrt in Amerika
Mitte des 19. Jahrhunderts sollte die Seilschleppschifffahrt, eine Form der Tauerei, nach dem Vorbild der französischen Kettenschifffahrt auf einigen Kanälen Amerikas eingeführt werden, um das Treideln zu ersetzen. Nach den Planungen sollten die Seilschiffe an einem auf dem Kanalgrund liegenden Stahlseil vorwärts gezogen werden. Das Seil lief dafür über eine Klappentrommel auf dem Schiff, die das Stahlseil aufnehmen und festhalten konnte. Angetrieben wurde die Trommel mit einer Dampfmaschine. Trotz insgesamt erfolgreicher Vorführungen des Systems wurden die von den Kanalverwaltungen erteilten Konzessionen für die Seilschifffahrt im Staate New York und in Pennsylvania von der Abgeordnetenkammer jedoch nicht bestätigt.

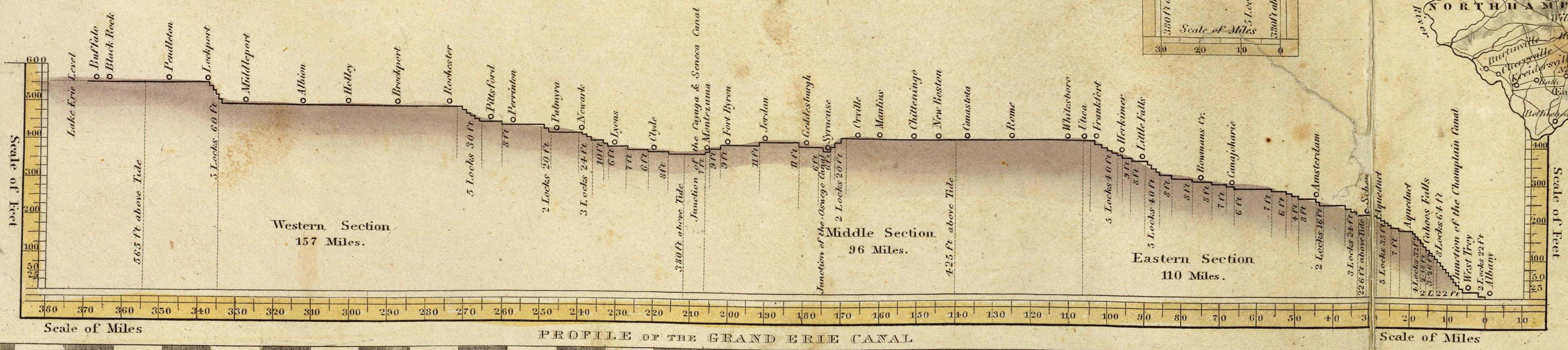
Eriekanal im Höhenprofil von Buffalo bis Albany

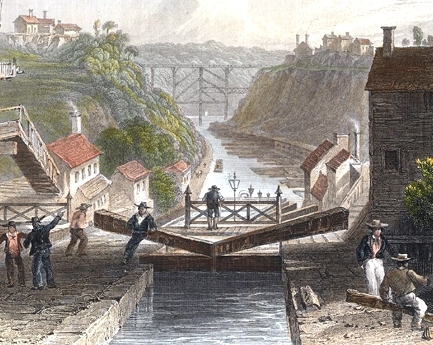
1839, Schleuse im Eriekanal

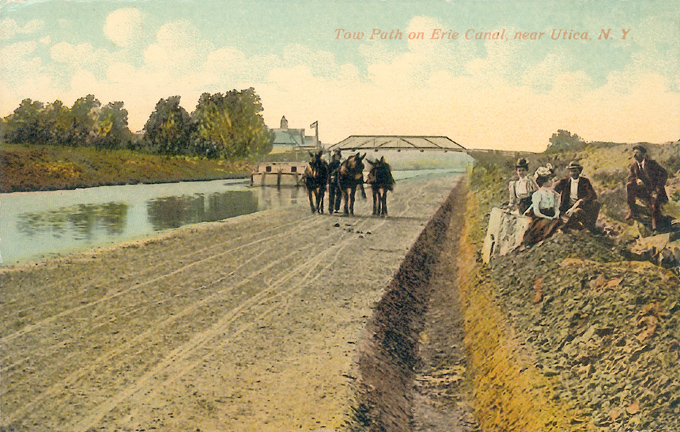
Treideln von Schiffen im Eriekanal um 1900

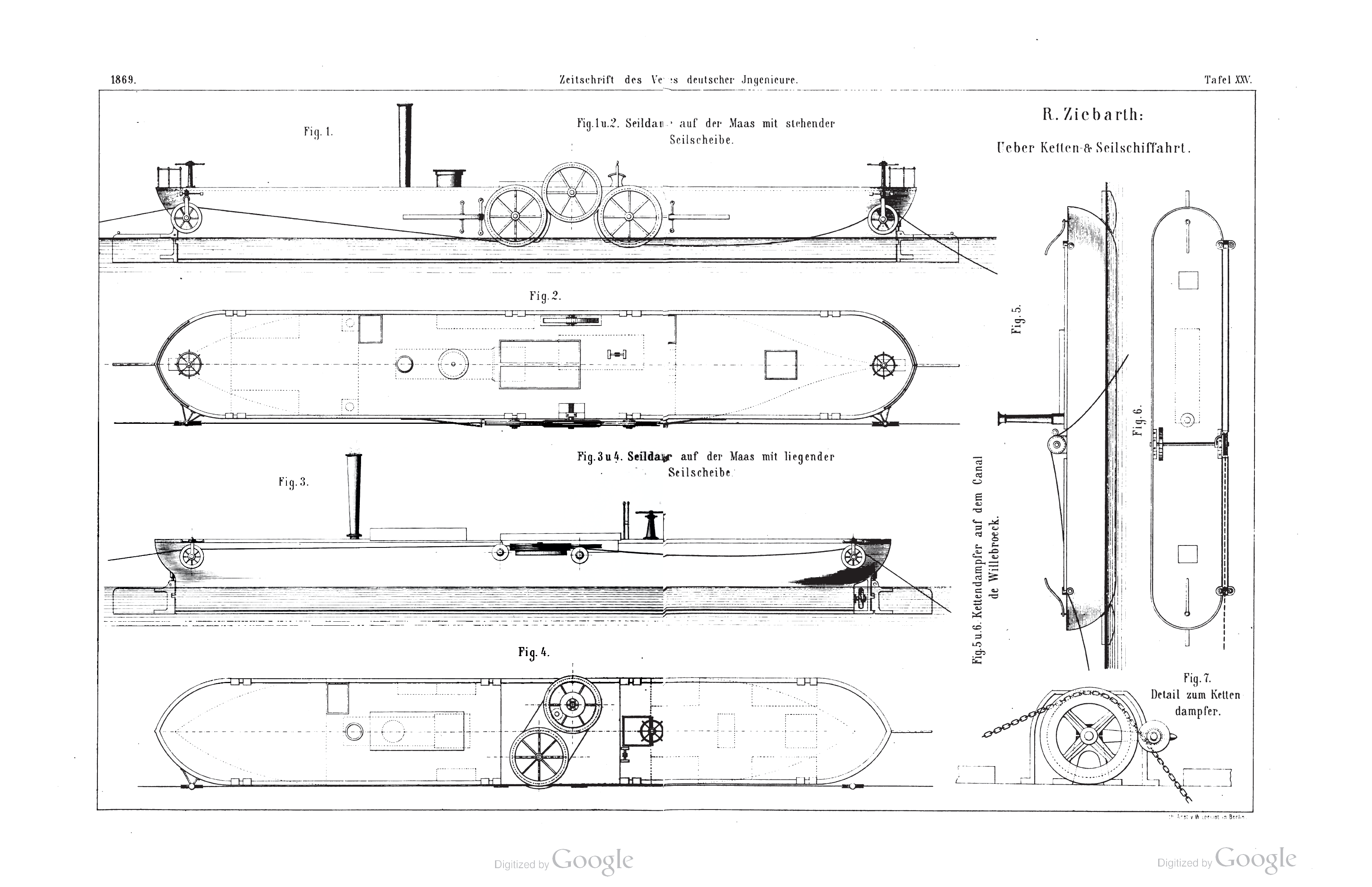
Seilschiff zum Schleppen von 6 bis 10 Schiffen mit einer Gesamtladung von rund 1000 Tonnen bei einer Geschwindigkeit von 5 km/h gegen den Strom

Verschiedene Arten von Seilscheiben, Mitte rechts:Klappentrommel

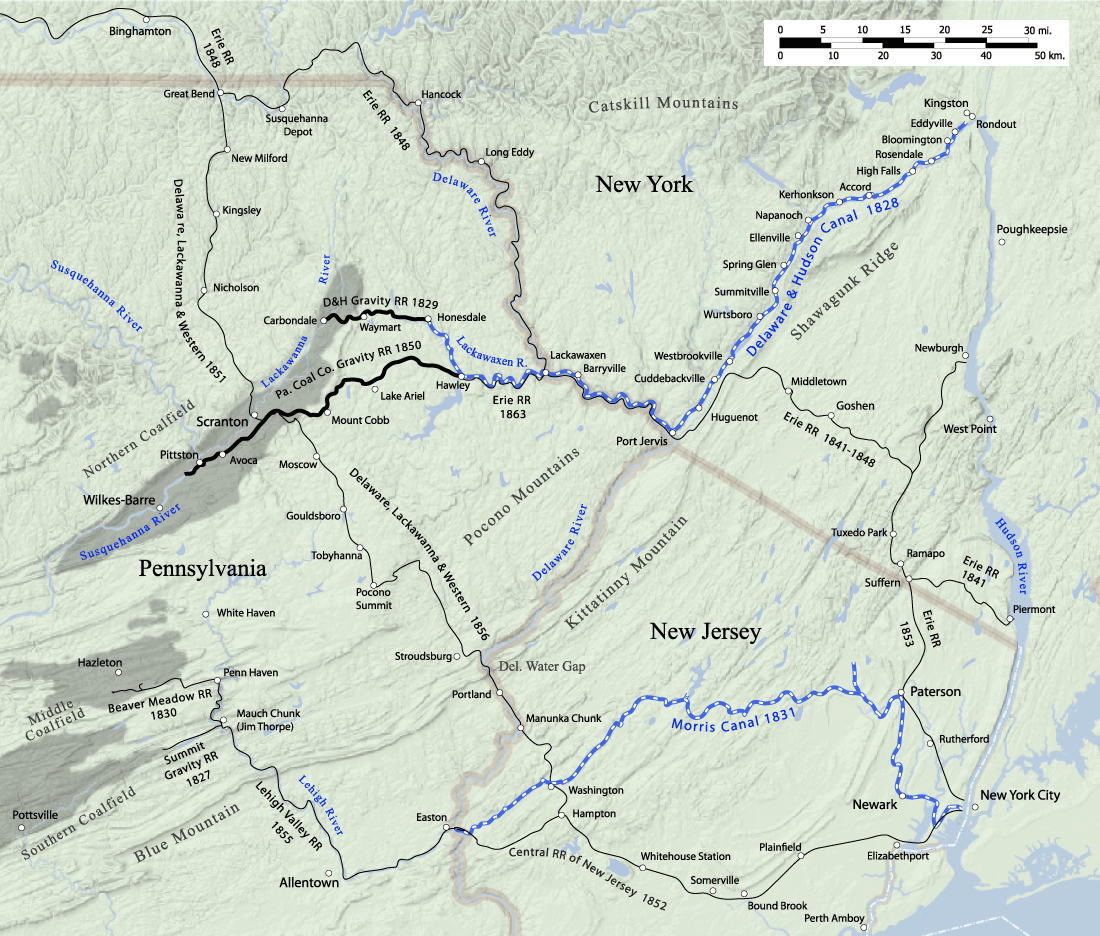
Delaware and Hudson Kanal von 1828

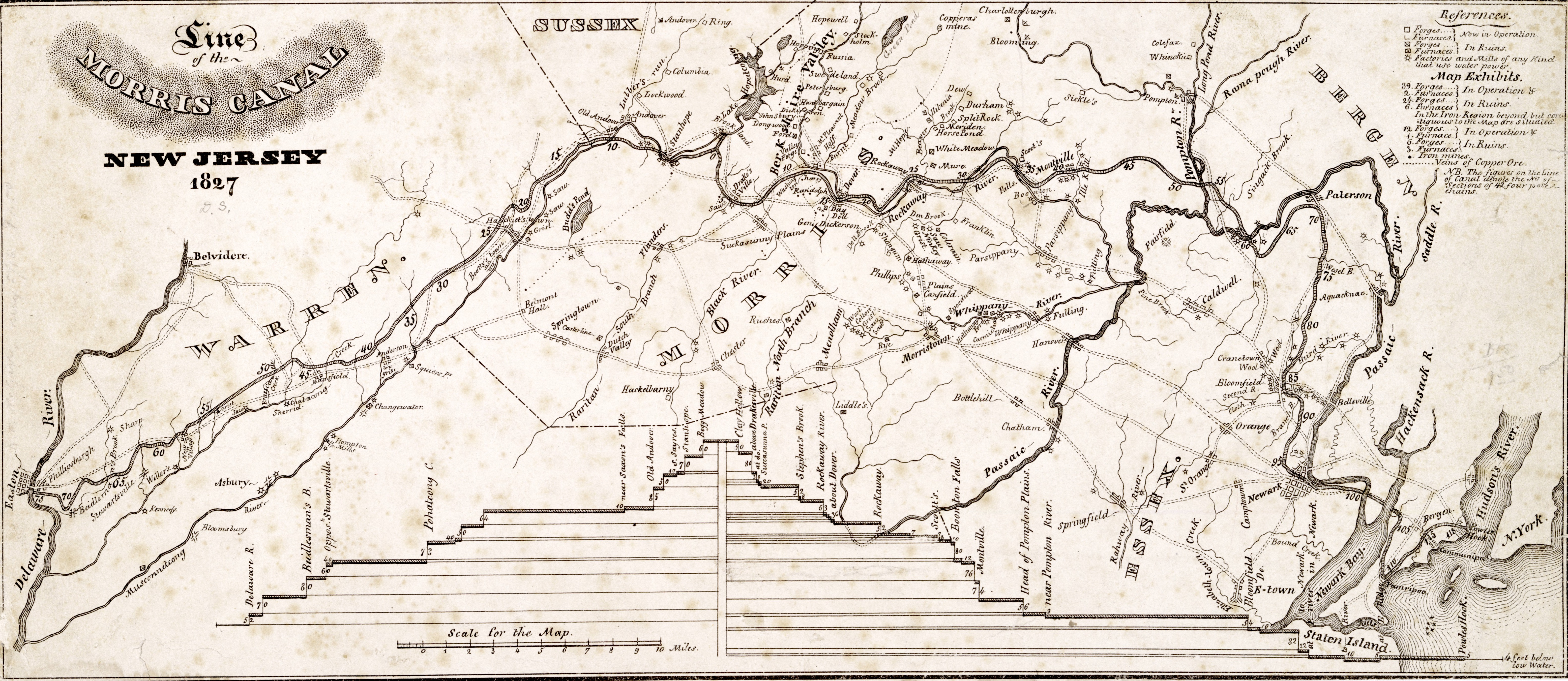
Der Morris-Kanal verbindet den Delaware mit dem Hudson

## Hintergrund
1866, nach dem Ende des Sezessionskrieges (1861–1865), in dem die Nordstaaten als Sieger aus dem Bürgerkrieg hervorgingen, die Sklaverei gesetzlich abgeschafft war, und die Sklaven formal die vollen Bürgerrechte erhielten, reiste der Ingenieur Max Eyth nach Nordamerika. Er war von seinem Chef, John Fowler beauftragt, die Dampfpflüge besonders in den Südstaaten einzuführen und die Barone Oskar de Mesnil und Henry van Havre, Attaches der belgischen Gesandtschaft in Washington, bei der Einführung der Seilschleppschifffahrt auf den amerikanischen Kanälen technisch zu unterstützen. Max Eyth konstruierte die dazu notwendigen Kessel und Dampfmaschinen, verbesserte den Seilzugapparat für die Dampfschlepper und arbeitete mehrere Pläne für die Seilschifffahrt auf einigen Kanälen in Amerikas Kohlenrevier aus. Die Idee wurde abgeleitet von der Kettenschifffahrt in Frankreich, hier zog ein Dampfschlepper sich an einer im Fluss verlegten Kette vorwärts, hinter sich eine große Zahl von Lastkähnen. 
Die technische Ausstattung des Systems der geplanten Seilschifffahrt in Amerika bestand aus einem auf dem Kanalgrund liegenden Stahlseil, einem Schiff mit Dampfmaschine zum Antrieb einer Klappentrommel über die das Seil lief, an dem sich das Schiff mit den Schleppkähnen vorwärts zog. Die Klappentrommel war eine Vorrichtung, die die Stahlseile bei Aufnahmen während einer Umdrehung festhalten konnte, um dabei die notwendige Zugkraft aufzubringen. Sie wurde vom Chefingenieur Robert Burton der englischen Firma John Fowler & Co., Leeds ursprünglich für den Dampfpflug entwickelt und wurde von Max Eyth für den Einsatz in der Seilschifffahrt umkonstruiert.

## 1866 Erste missglückte Versuche im Eriekanal
Erste übereilte Versuche im Eriekanal vor den interessierten Farmern, Reedern, Kanal- und Regierungskommissaren der Staaten New York und Pennsylvania scheiterten im Dezember 1866 wegen des einbrechenden Winters. Der Frost ließ das Öl in der Dampfmaschine stocken und ein Schneesturm begrub das Schiff im Schnee.

## 1867 Erfolgreiche Versuche im Eriekanal und Hudson-Delaware-Kanal
Vorversuche im Mai 1867 wurden mit dem geflickten Drahtseil im eisbedeckten Eriekanal durchgeführt und ergaben eine weitere Verbesserung an der Klappentrommel. Die dazu notwendigen mechanischen Arbeiten zur Herstellung von zusätzlichen Preßrollen wurden in Buffalo ausgeführt. Im Mai kam auch die neue in Leeds nach Eyts Zeichnungen angefertigte Schleppmaschine an. Ein Modell davon wurde auf der Weltausstellung in Paris vom 1. April 1867 bis zum 3. November 1867 gezeigt. 
De Mesnil, van Havre und Eyth brauchten von den jeweiligen Kanalkommissionen der Kanalgesellschaften und dem Kanalboard die Zustimmungen für ihr System. Das Kanalboard bestand aus 10 aus dem Volk gewählten Bürgern, die monatlich eine Sitzung abhielten und die die zuständige Kanalkommission beaufsichtigten. Die Kanalkommission bestand aus jeweils 3 Männern, die dieses Amt zum Bau und Erhaltung der staatlichen Kanäle verwalteten. Erst mit Zustimmung der Boards konnten sie von den jeweiligen Kanalkommissionen Genehmigungen zum Verlegen der Drahtseile in den Kanälen erhalten und die Verträge zum Betrieb der Seilschlepper abschließen. Erheblicher Widerstand kam jedoch von den um ihren Broterwerb fürchtenden einheimischen Farmern und Fuhrunternehmern, die mit ihren Pferden bisher das Treideln der vielen Schiffe übernahmen.
In Albany am Eriekanal wurden im Juni die notwendigen Vorbereitungen für die Versuche getroffen und die Versuche erfolgreich durchgeführt. Die Kanalkommissare konnten jedoch erst verspätet kommen, da der Hauptkanal an 5 Stellen gebrochen war. Trotzdem sollten die erhofften Konzessionen bei der nächsten Sitzung ausgestellt werden. Im Juli erhielten sie die Konzession, „die uns das Recht gibt, auf allen Kanälen des Staats Neuyork die nötigen Drahtseile zu legen und unser Schleppsystem entweder selbst oder durch Gesellschaften in Ausführung zu bringen“. Dieser Beschluss bedurfte jedoch noch der Zustimmung der Abgeordnetenkammer des Staates New York. Bei  Honesdale auf dem Hudson-Delaware-Kanal wurden die nächsten Demonstrationen durchgeführt, auch hier konnten sie das Prinzip der Seilschifffahrt mit einer verbesserten Klappentrommel in Vorführungen erfolgreich demonstrieren.

## Treideln
Damit konnten de Mesnil, van Havre und Eyth die zuständige Kanalverwaltung (Delaware and Hudson Canal Company) vom Vorteil der dampfgetriebenen Seilschlepper überzeugen. Bisher wurden Schiffe auf den Flüssen stromaufwärts getreidelt und stromabwärts durch die Strömung oder den Wind angetrieben. Auf den Kanälen, sie waren in der Regel ohne Strömung, wurde in beide Richtungen getreidelt, selten gesegelt. Es wurden vorwiegend Pferde, seltener Ochsen oder Menschen auf den Treidelpfaden vor die Schiffe gespannt. Zu dieser Zeit (um 1850) fuhren täglich 60 bis 70 mit rund 100 Tonnen Kohlen beladene und von Pferden gezogene Schiffe von Honesdale über den Kanal zum Hudson. Mit dieser seinerzeit üblichen Transportart, dem Treideln wurden hier pro Jahr 2–3 Millionen Tonnen Kohle transportiert, und es waren übers Jahr ständig 3.000–4.000 Pferde und ihre Besitzer oder ihre Mitarbeiter im Einsatz. 

## Die Abgeordnetenkammer verweigerte die Zustimmung
Nach dieser erfolgreichen Demonstration der Seilschifffahrt wurden weitere Gespräche mit den Boards und Verwaltungen des Raritan and Delaware Canal, des Chesapeake and Delaware Canal und des Morris Canal geführt und auch Vorverträge abgeschlossen. Die notwendige Zustimmung der Abgeordnetenkammer für die Konzession der Seilschifffahrt im Staate New York und in Pennsylvania wurde von den politischen Stellen nicht gegeben und damit konnte das System nicht realisiert werden.